# Finca El Candado
Finca El Candado es un barrio perteneciente al distrito Este de la ciudad andaluza de Málaga, España. Está situado en la periferia de la ciudad, justo al sur de la ronda de circunvalación este. Limita al norte con el barrio de Podadera y el sector del Camino de Olías; al este y al sur, con el barrio de El Candado; y al oeste, con los barrios de La Pelusilla y Miraflores.

## Transporte
Está conectado mediante las siguientes líneas de la EMT: 
| Línea | Trayecto           | Recorrido | Frecuencia |
| ----- | ------------------ | --------- | ---------- |
| 29    | Jarazmín - El Palo | Recorrido | 60 minutos |